# Campionato Esordienti
Il Campionato Esordienti di calcio è un torneo giovanile provinciale organizzato dalla Federazione Italiana Giuoco Calcio e riservato ai ragazzi di 11 e 12 anni di età. Si svolge su un campo di circa 90 × 65 m e una partita dura 80 minuti (strutturata in quattro tempi da 20 minuti ciascuno). Sono previste le normali regole del gioco del calcio con in aggiunta delle regole speciali:
- si può effettuare un numero di cambi illimitato durante la partita e i cambi possono avvenire durante un'azione di gioco;
- tra il primo ed il secondo tempo c'è l'obbligo di far entrare tutti i giocatori della panchina così da farli partecipare almeno ad una frazione di gioco;
- in ogni partita, ogni tempo viene considerato come una partita a sé, come nei set della pallavolo. Una squadra per vincere una partita deve quindi prevalere sull'altra in almeno uno dei tempi. Ogni tempo vinto vale un punto, se un tempo finisce in parità viene assegnata ad ogni squadra un punto.
- il fuorigioco è presente solo negli ultimi 20 metri della porta e la linea immaginaria da cui lo stesso fuorigioco è in vigore, deve essere indicata con due coni o cinesini di qualsiasi colore, posti sulla stessa linea e appena al di là della linea laterale (posizionati fuori dal campo)